# DMC DeLorean
El DMC DeLorean es un automóvil deportivo fabricado por DeLorean Motor Company (DMC) entre 1981 y 1982. Es conocido como el DeLorean, ya que este fue el único modelo que fabricó dicha compañía. El auto también es llamado a veces DMC-12, que es su designación interna de preproducción. Sin embargo, el nombre DMC-12 nunca se usó en material de ventas o marketing para el modelo de producción.
El DeLorean se caracteriza por su carrocería con puertas de ala de gaviota y paneles de acero inoxidable sin pintura. Es muy conocido por su aparición en la trilogía de películas de Back to the Future; después de aparecer en esas tres películas, el DeLorean se convirtió en un objeto de culto.
El primer prototipo apareció en 1976 y la producción empezó oficialmente en 1981 en la fábrica que DMC tenía en Dunmurry, en Irlanda del Norte (Reino Unido). Durante su producción se cambiaron varios aspectos del automóvil, como el estilo del capó, las ruedas y el interior.
Al menos 8.500 DeLorean fueron fabricados antes de que la producción finalizase en 1982. En 2007 se estimaba que aún existían 6.500 de ellos.

## Historia
En octubre de 1976 el primer prototipo del DeLorean fue completado por William T. Collins, ingeniero jefe de DMC (que anteriormente era el ingeniero jefe de Pontiac); el prototipo fue conocido como «DSV-1» o «DeLorean Safety Vehicle». A medida que el desarrollo continuó, el modelo se denominó «DSV-12» y más tarde «DMC-12», ya que DMC tenía como objetivo un precio de venta de $ 12.000 en el momento del lanzamiento. El prototipo 1 tenía un motor trasero central de cuatro cilindros en línea proveniente del Citroën CX, pero fue considerado poco potente para el DeLorean. Originalmente, el motor del modelo de producción iba a ser un motor Wankel (también de Citroën), pero fue reemplazado por un diseño francés denominado PRV (Peugeot-Renault-Volvo), un motor V6 de inyección que mejoraba la escasa eficiencia del motor Wankel, lo cual era un aspecto importante debido a la escasez de combustibles que estaba sufriendo el mundo entero a raíz de la crisis del petróleo de 1973. El motor tuvo que trasladarse desde la ubicación trasera central en el prototipo 1 a una ubicación trasera en el prototipo 2, una configuración que se mantendría en el vehículo de producción.
William Collins y John DeLorean imaginaron un chasis producido con una tecnología nueva que nunca había sido probada denominada Elastic Reservoir Moulding (ERM), que podría haber contribuido a reducir el peso del automóvil y por tanto se supone que también habría reducido los costes de producción, pero esta tecnología de la que DeLorean había comprado los derechos de la patente no resultó ser adecuada para la producción en masa. Además, se consideró que el diseño del auto requería una reingeniería casi completa, que fue encargada al ingeniero inglés Colin Chapman, fundador de Lotus Cars. Chapman reemplazó la mayor parte del material no probado y las técnicas de fabricación por los empleados en ese momento por Lotus, incluyendo un chasis de acero.

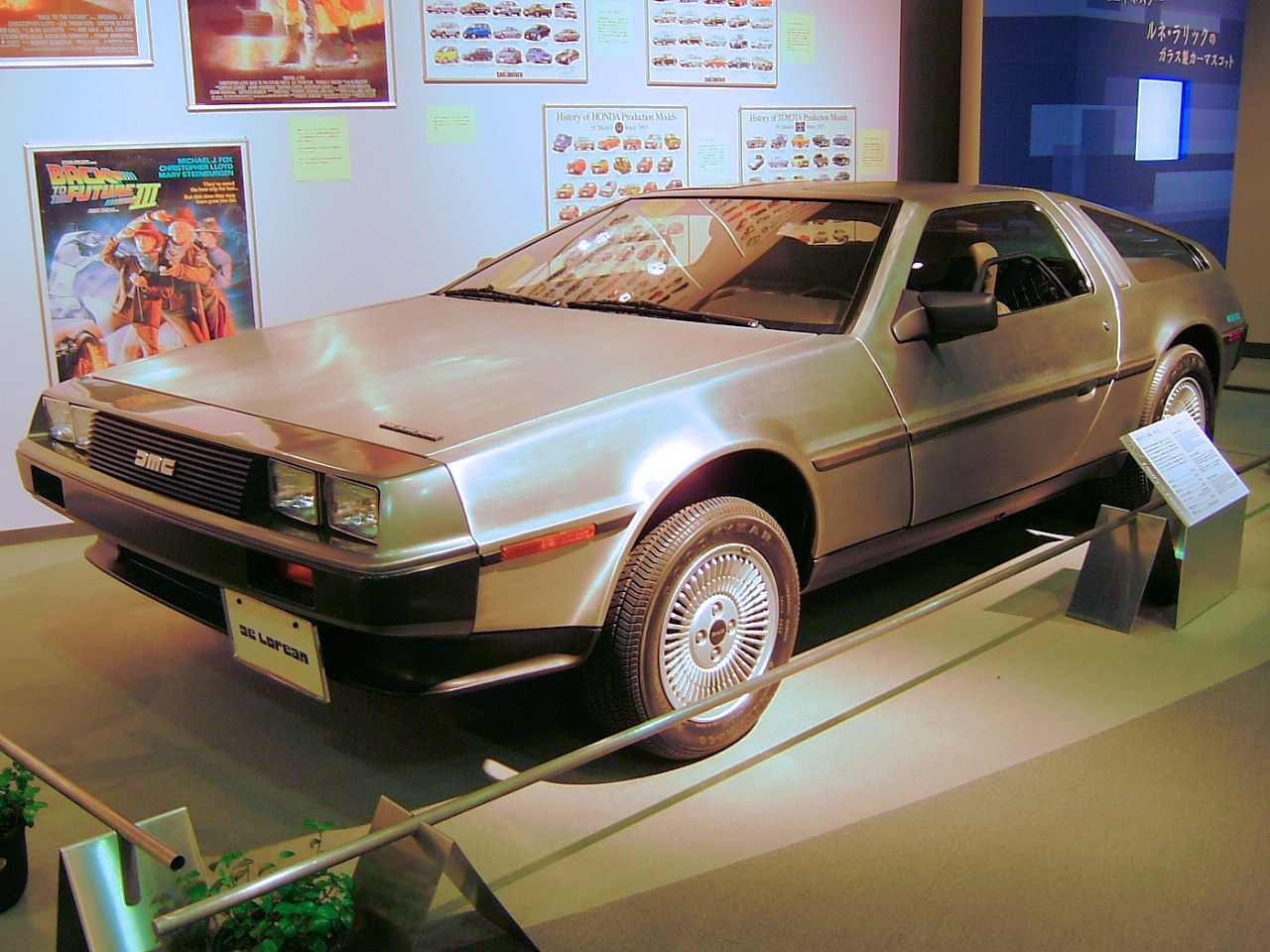
Un DMC DeLorean en el museo de Toyota de Aichi (Japón).

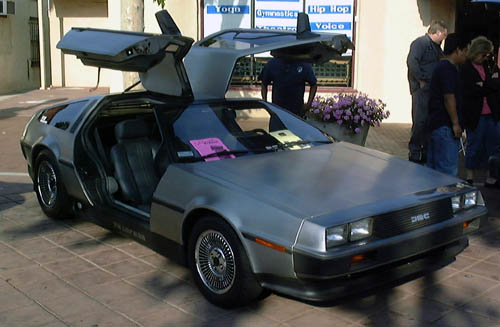
Un DMC DeLorean con las puertas abiertas.

La construcción de la fábrica empezó en octubre de 1978 y fue terminada en 1980, y aunque el comienzo de la producción del DeLorean fue planificado para ese año, cuestiones de ingeniería y el exceso presupuestario retrasaron el comienzo de la producción hasta 1981. Durante ese tiempo, la tasa de desempleo era muy alta en Irlanda del Norte (Reino Unido) y los residentes hacían cola para pedir empleo en la fábrica.
A finales de 1980, DMC abandonó el nombre DMC-12 pensado originalmente para su automóvil, denominándolo finalmente «DeLorean», que acabó costando mucho más de lo planeado inicialmente. El coche deportivo DeLorean, como se describió en los anuncios, se construyó finalmente en la fábrica de Dunmurry, en el condado de Antrim, a unos pocos kilómetros del centro de Belfast. La mano de obra estaba compuesta por protestantes y católicos que estaban contentos de apartar sus diferencias religiosas para trabajar en equipo. Casi todo el personal de producción no tenía experiencia, por eso, varios cientos de unidades fueron producidas sin paneles de acero inoxidable para formar a los trabajadores, las cuales nunca fueron comercializadas. Estos DeLorean eran conocidos como «mules» (mulas) o «black cars» (coches negros), apodo que era en referencia a sus paneles negros hechos de fibra de vidrio. La primera unidad del DeLorean salió de la línea de montaje el 21 de enero de 1981. A pesar de que los trabajadores fueron formados, muchos DeLorean tenían problemas de calidad. Los problemas de calidad mejoraron con el paso del tiempo; en 1982 se resolvieron muchos de ellos, y los DeLorean se vendieron con una garantía de 12 meses y un contrato de servicio de 5 años y 80 000 km (49 700 mi).
La DeLorean Motor Company se declaró en quiebra el 26 de octubre de 1982 tras el arresto de John DeLorean en ese mismo mes por cargos de tráfico de drogas. Más tarde DeLorean fue declarado no culpable en agosto de 1984, pero su reputación como empresario quedó arruinada y DMC ya había quebrado, haciendo imposible seguir fabricando el auto. Aproximadamente 100 unidades parcialmente ensambladas fueron completadas por antiguos empleados de la fábrica, quienes fueron contratados por la empresa Consolidated International (ahora llamada Big Lots). Las piezas que quedaron de serie en la fábrica de DMC, las piezas del US Warranty Parts Center, así como las piezas de los proveedores originales que todavía no las habían repartido a la fábrica, fueron enviadas a Columbus (Ohio, Estados Unidos) en el año 1983. La empresa KAPAC vendió estas piezas a los clientes al por menor y al por mayor mediante pedidos por correo. La DeLorean Motor Company de Texas adquirió este inventario en 1997.
Entre enero de 1981 y diciembre de 1982 se ensamblaron aproximadamente 9.200 autos entre la DeLorean Motor Company y Consolidated International, aunque algunas fuentes indican que en total sólo se construyeron 8.975 u 8.583. Casi una quinta parte de los DeLorean fue producida en octubre de 1981. Entre febrero y mayo de 1982 fueron producidas alrededor de 1.000 unidades ya que se produjo un decaimiento en la producción, fabricándose muy pocos vehículos, todos ellos con el VIN (Vehicle Identification Number) modificado después de la compra realizada por Consolidated International para hacerlos aparecer como modelos de 1983. Estos son los VIN 15XXX, 16XXX, y 17XXX que originariamente eran los VIN 10XXX, 11XXX y 12XXX. El último DeLorean fue ensamblado el 24 de diciembre de 1982.

## Diseño y mecánica

### Carrocería

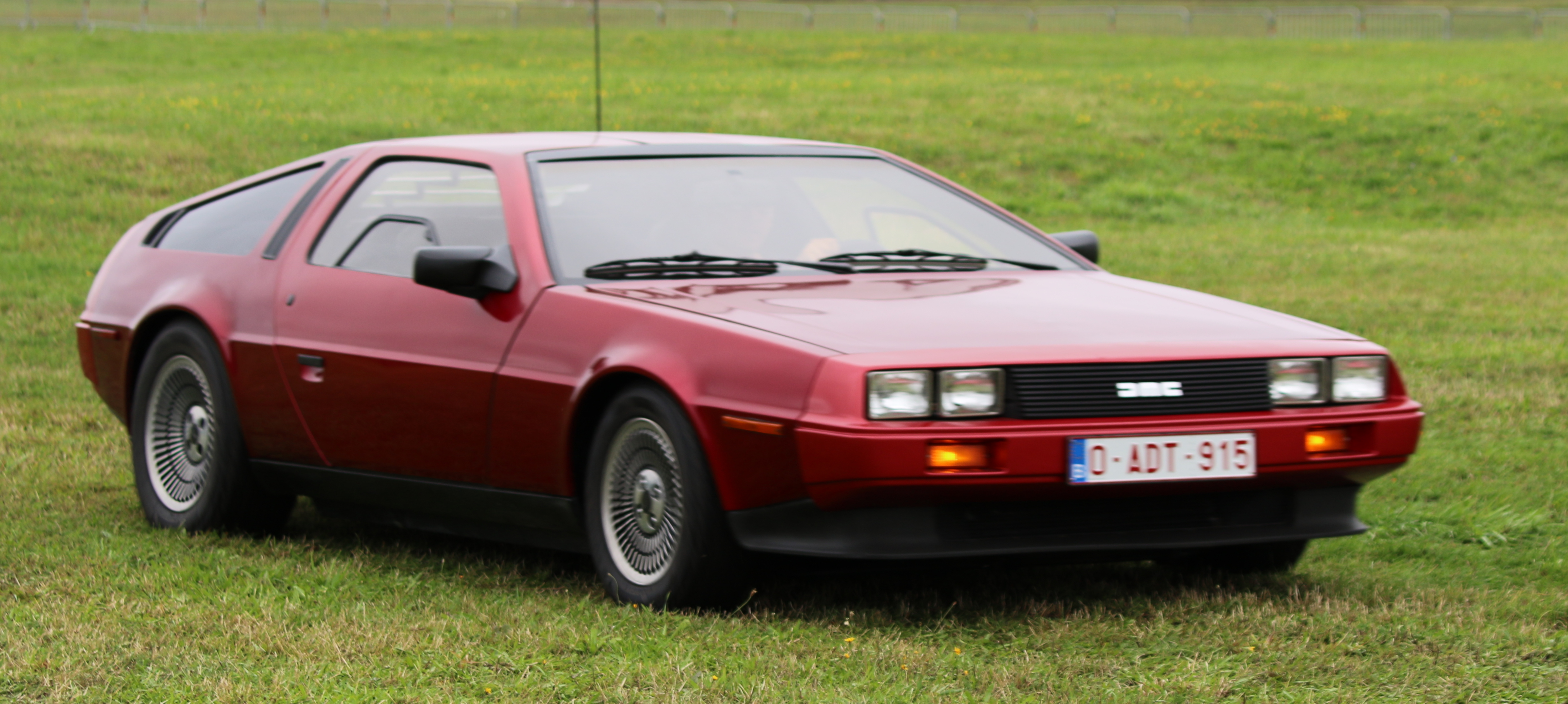
Un DeLorean pintado de color granate.

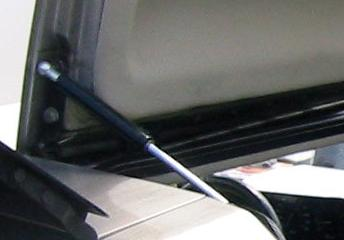
Una de las barras de torsión usadas en las puertas del DeLorean.

La carrocería del DMC DeLorean fue diseñada por Giorgetto Giugiaro de Italdesign, y tiene unos paneles construidos en acero inoxidable SS304. Los paneles de acero inoxidable están atornillados a una estructura monocasco de plástico reforzado con fibra de vidrio, que a su vez está fijada a un chasis con forma de doble "Y" derivado del Lotus Esprit. Exceptuando a tres unidades para una serie especial con carrocería chapada en oro, todos los autos que salieron de la fábrica no estaban cubiertos por pintura o barniz. De hecho existen DeLorean pintados, aunque todos éstos fueron pintados después de ser enviados a Estados Unidos.
La característica más llamativa del DeLorean son sus puertas de ala de gaviota. El problema común de sostener el peso de este tipo de puertas había sido resuelto por otros fabricantes con puertas ligeras en el Mercedes-Benz 300 SL y un sistema eléctrico con bomba de aire en el Bricklin SV-1, aunque estos diseños tuvieran desventajas estructurales o de comodidad. Las puertas del DeLorean tienen unas barras de torsión que fueron desarrolladas por Grumman Aerospace y construidas en el Reino Unido por Unbrako (una división de SPS Technologies de Jenkintown (Pensilvania), EUA), las cuales fueron instaladas para soportar el peso de las puertas. Estas puertas necesitan un pequeño espacio para abrirlas: sólo 27,5 cm (10,8 plg). Esto hace que sea fácil de abrir y cerrar el automóvil en los aparcamientos en comparación con las puertas convencionales. Al igual que las puertas instaladas en el Lamborghini Countach, las puertas del DeLorean poseen unas pequeñas ventanillas, ya que unas ventanillas del mismo tamaño del vidrio no serían completamente retráctiles dentro de los curvos paneles de cada puerta.
La carrocería del DeLorean requiere un mantenimiento relativamente sencillo: según parece, los pequeños arañazos en los paneles de acero inoxidable pueden ser eliminados con un estropajo no metálico.

### Suspensión, dirección y frenos
La suspensión del DMC DeLorean se basa principalmente en la del Lotus Esprit; tiene suspensión independiente en las cuatro ruedas, muelles helicoidales y amortiguadores telescópicos. La suspensión delantera es de doble horquilla y la trasera es multibrazo.
La dirección es de cremallera y piñón, con una desmultiplicación total de 14.9:1, dando 2,65 giros de tope a tope y un diámetro de giro de 10,67 m (35,0 pies). Los DeLorean fueron equipados con llantas de aleación, en medidas 195/60HR de 14 pulgadas (35,6 cm) de diámetro x 6 pulgadas (15,2 cm) de ancho las de la parte delantera; y 235/60HR de 15 pulgadas (38,1 cm) de diámetro x 8 pulgadas (20,3 cm) de ancho las de la parte trasera. Estas llantas calzaban neumáticos radiales Goodyear Eagle GT.
Tiene frenos de disco en las cuatro ruedas, con 254 mm (10,0 plg) de diámetro los delanteros y 267 mm (10,5 plg) los traseros.

### Motor y caja de cambios

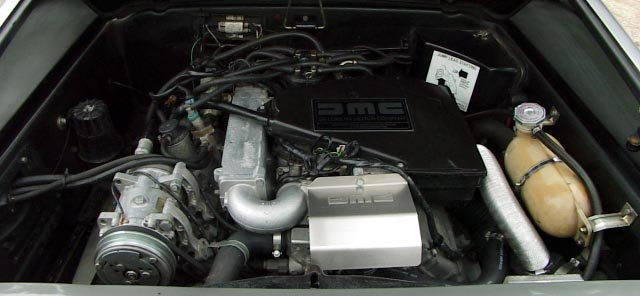
Motor PRV del DeLorean.

El DMC DeLorean es propulsado por un motor PRV atmosférico de 6 cilindros en V en una disposición a 90 grados, que fue desarrollado conjuntamente por las marcas Peugeot, Renault y Volvo. El PRV del DeLorean es un desarrollo del V6 de 2,7 litros usado en el Renault 30, que fue diseñado y construido bajo un contrato especial con DeLorean Motor Company. Este motor cuenta con un sistema de inyección de combustible Bosch K-Jetronic, está montado longitudinalmente detrás del eje trasero, tiene una cilindrada de 2849 cm³ (2,8 L; 173,9 plg³), un diámetro x carrera de 91 mm (3,58 plg) x 73 mm (2,87 plg) y una relación de compresión de 8.8:1. El bloque y las culatas están hechos de una aleación de aluminio ligera, y tiene una distribución SOHC con árbol de levas en cabeza y dos válvulas por cilindro (12 en total). Para una adecuada refrigeración del motor, el radiador está montado en la parte delantera. Debido a que el motor está montado en la parte trasera del vehículo, su distribución de peso es del 35% delante y del 65% detrás.
Dos cajas de cambios estaban disponibles para el auto: una automática de tres velocidades y otra manual de cinco velocidades (la más utilizada), ambas de la marca Renault y con una relación final de 3.44:1.

## Potencia y prestaciones
El DMC DeLorean desarrolla una potencia de 130 HP (132 CV; 97 kW) a 5.500 rpm y un par máximo de 208 N·m (153 lb·pie) a 2.750 rpm.
Originalmente, John DeLorean había previsto que el auto produciría alrededor de 200 HP (203 CV; 149 kW), pero finalmente se instaló un motor de 170 HP (172 CV; 127 kW). Sin embargo, las regulaciones de emisiones de CO2 en los Estados Unidos exigieron que piezas tales como convertidores catalíticos estuviesen montadas en el vehículo antes de que fuese vendido en ese país. La instalación de estas piezas en las versiones para Estados Unidos causó una reducción de 40 HP (41 CV; 30 kW) en la entrega de potencia, una pérdida que perjudicó seriamente al rendimiento del DeLorean, y esto hizo que la versión para los Estados Unidos fuese considerada decepcionante.
Aunque las nuevas piezas que fueron montadas en el vehículo causaron reducciones serias en la entrega de potencia, a 130 HP, algunas fuentes indican que con esta potencia el automóvil desarrolla una velocidad máxima de 209 km/h (130 mph). Sin embargo, otras indican que su velocidad máxima es de sólo 175 km/h (109 mph) o 177 km/h (110 mph).
Según DMC, el DeLorean con caja de cambios manual podía acelerar de 0 a 60 mph (97 km/h) en 8,8 segundos, pero en realidad son 9,5 segundos. La revista Road & Track realizó una prueba en la versión con cambio automático y el auto tardó 10,5 segundos en acelerar de 0 a 60 mph, una aceleración que en aquella época ya se consideraba demasiado lenta para un deportivo.

## Precio y equipamiento

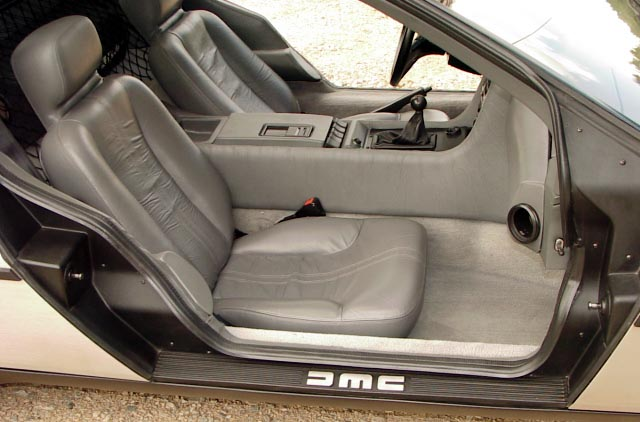
Interior de un DeLorean con tapicería de color gris y caja de cambios manual.

El automóvil originalmente iba a ser llamado DMC-12 debido al precio de US$ 12.000 que se había planeado inicialmente para este modelo, pero finalmente su precio de venta acabó siendo de US$ 25.000 —y 650 más si estaba equipado con la transmisión automática—, lo que equivale aproximadamente a US$ 75.456 en 2021.
Hubo una lista de espera de personas dispuestas a pagar hasta US$ 10 000 por encima del precio de venta. Sin embargo, tras la quiebra de DMC, los automóviles no vendidos se podían adquirir por un precio inferior al original.
El interior del DeLorean estaba disponible con tapicerías de color negro o gris. Todos los autos venían de serie con retrovisores y elevalunas eléctricos, un equipo de música estéreo, aire acondicionado, asientos de piel y volante regulable de cuero.

## Cambios en la fabricación
El capó del DeLorean originalmente tenía ranuras en ambos lados e encluía una tapa para simplificar el llenado del depósito de combustible. Estos autos generalmente tenían una tapa de combustible con cerradura para evitar la manipulación o el robo de combustible con un sifón. En agosto de 1981, se quitó la tapa de combustible del capó (aunque permanecieron las ranuras). Después de que se agotase el suministro de tapas con cerradura, la compañía empezó a colocar tapas de combustible sin cerradura (lo que resultó en al menos 500 autos sin tapa en el capó, pero con tapa de combustible con cerradura). El estilo final para el capó incluyó la adición de un emblema DeLorean de metal fundido en la esquina inferior derecha y la eliminación de las ranuras, lo que resultó en un capó completamente plano. Esta última versión estaba en todos los autos modelo 1982-1983.
Aunque no se hicieron muchos cambios en el diseño de las llantas del DeLorean, las llantas de los autos fabricados a principios de 1981 estaban pintadas de color gris. Estas llantas lucían tapas centrales grises a juego con un logotipo de DMC en relieve. Pocos meses después de iniciarse la fabricación en 1981, las llantas grises fueron sustituidas por unas con aspecto plateado pulido y una tapa central negra. El logotipo de DMC en relieve de las tapas centrales se pintó de color plateado para agregar contraste.

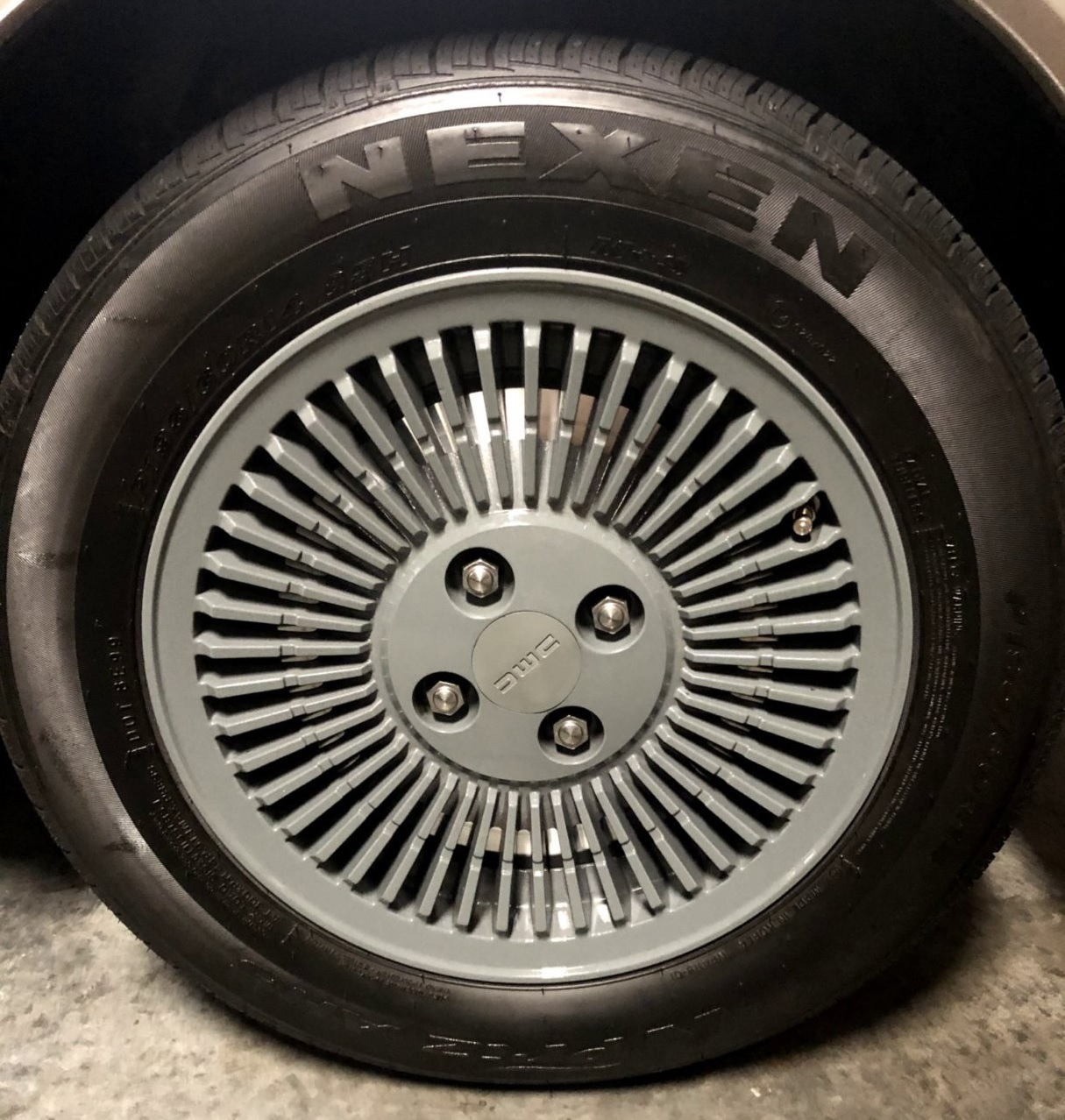
Llanta gris de principios de 1981.
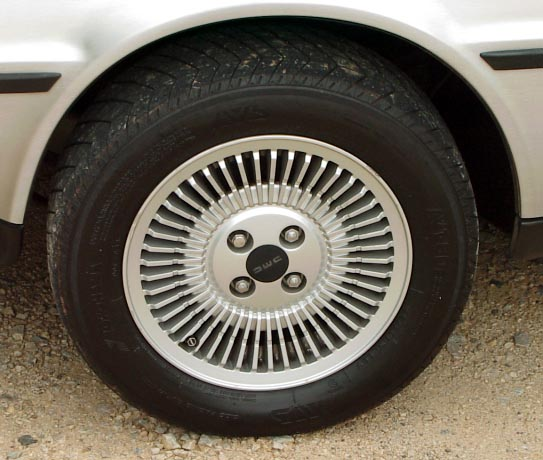
Llanta plateada de mediados de 1981.

## DeLorean especiales

### Los autos turbo de Legend Industries

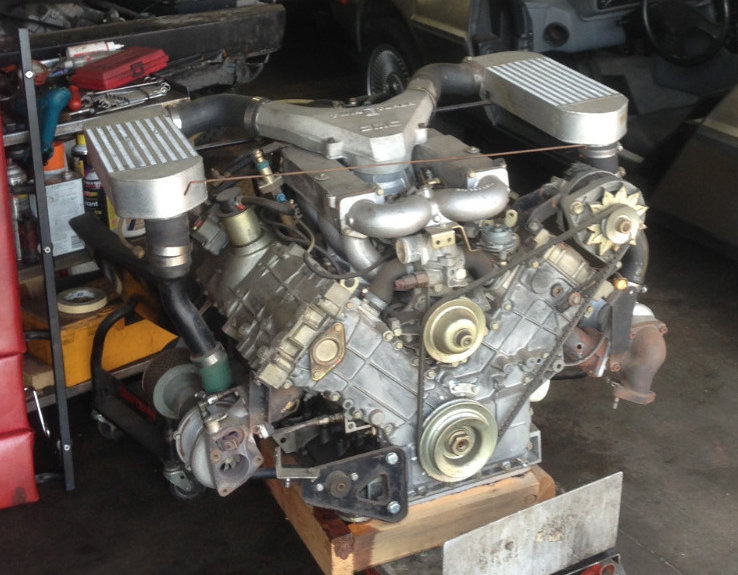
Motor Legend biturbo del VIN 530.

La DeLorean Motor Company le encomendó dos DeLorean biturbo a una empresa llamada Legend Industries (con sede en Hauppauge, Nueva York), los cuales tenían las placas VIN 502 y VIN 530. Estos coches tenían un motor V6 con dos turbos IHI RHB52 y dos intercoolers y desarrollaban 350 CV (345 HP; 257 kW) de potencia. Aceleraban de 0 a 60 mph (97 km/h) en 5,8 segundos y recorrían 1/4 de milla (402 m) en un tiempo de 14,7 segundos.
En una prueba realizada en el circuito Bridgehampton Raceway en 1981, el DeLorean biturbo fue más rápido que un Ferrari 308 y un Porsche 928. John DeLorean quedó tan impresionado con el motor que se comprometió a encomendar 5.000 motores a Legend Industries.
DMC también encomendó dos DeLorean con un único turbo en el motor (VIN 528 y VIN 558), y planeaba ofrecer un motor turboalimentado como opción de US $ 7500 en 1984. Antes de que pudiera iniciarse la producción de cualquiera de los 5.000 autos, DMC se declaró en quiebra, lo que llevó a Legend Industries, así como otros proveedores, a la bancarrota también.

### DeLorean dorado

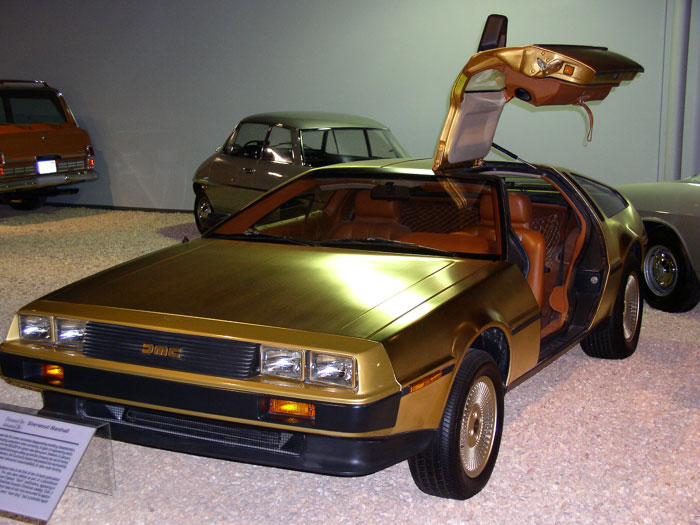
Uno de los tres ejemplares bañados en oro en el Museo Nacional del Automóvil de Reno (Nevada), Estados Unidos.

La DeLorean Motor Company realizó una pequeña serie especial del auto, en la cual los paneles de acero inoxidable fueron chapados en oro de 24 quilates. Se había planeado fabricar cien unidades de esta serie especial, pero finalmente se construyeron sólo tres unidades. Dos de estos DeLorean fueron usados en una promoción de las tarjetas de crédito American Express en la Navidad de 1981 y después fueron vendidos por US$ 85.000 cada uno.
El primer DeLorean dorado (VIN 4300) de American Express fue adquirido por Sherwood Marshall, un empresario y exoficial de la Marina Real Canadiense. Marshall donó su DeLorean a la Fundación William F. Harrah, y es expuesto en el Museo Nacional del Automóvil en Reno, Nevada. Este es el único de los tres DeLorean chapados en oro que fue equipado con caja de cambios manual, y tiene el interior de color bronceado.
El segundo DeLorean dorado (VIN 4301) de American Express fue adquirido por Roger Mize, presidente del Banco Nacional de Snyder en Snyder (Texas). Este DeLorean estuvo expuesto en el banco durante más de 20 años antes de ser enviado al Museo Automotriz Petersen de Los Ángeles. Tiene el interior de color negro, y está equipado con caja de cambios automática.
El tercer y último DeLorean chapado en oro tiene la placa VIN con el número 20105, y fue vendido en La Vale (Maryland) con 636 mi (1024 km) en el odómetro. Está equipado con caja de cambios automática y, al igual que el VIN 4300, su interior es de color bronceado.

### DeLorean con el puesto de conducción a la derecha

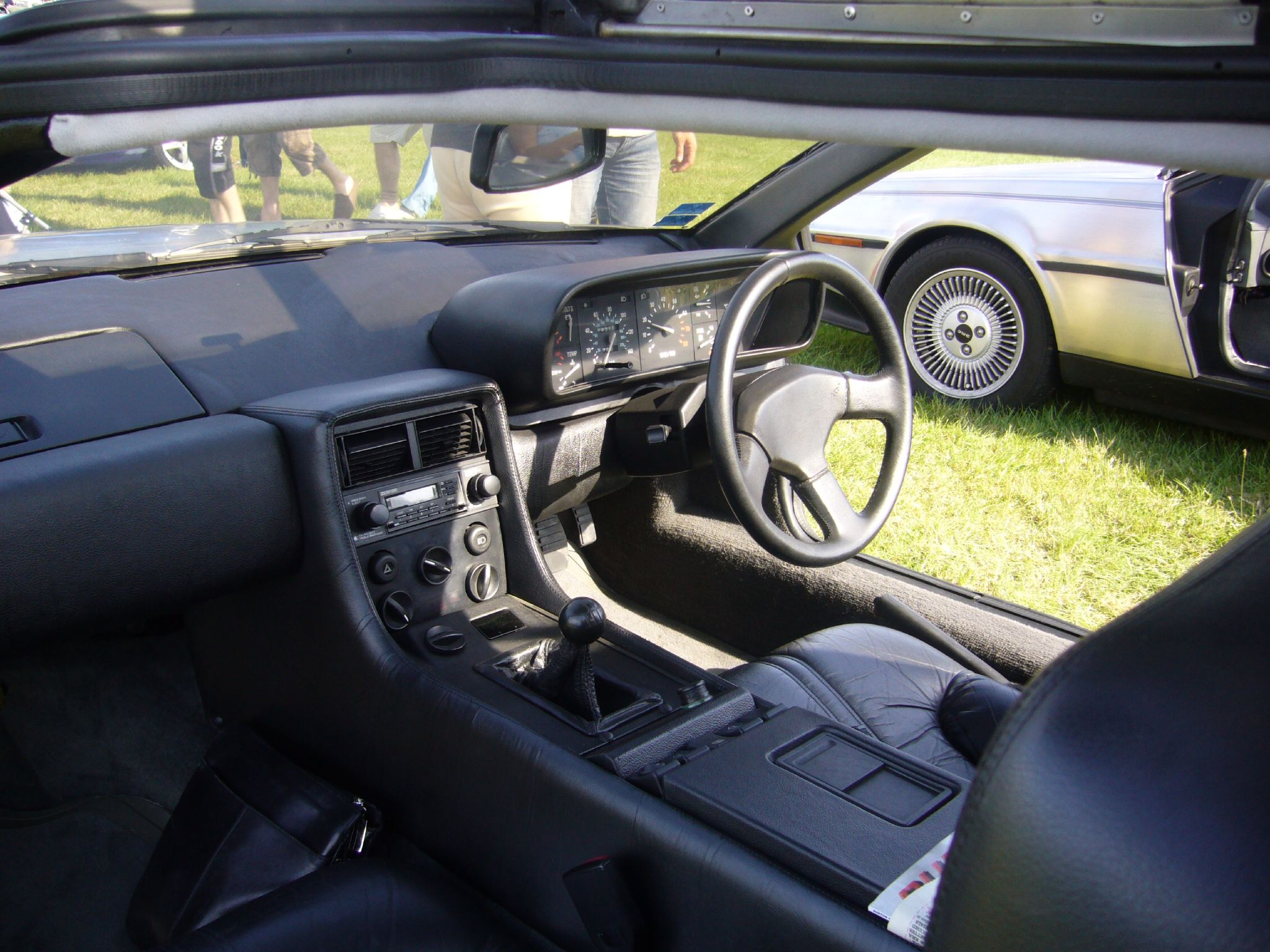
Un DeLorean con el puesto de conducción en el lado derecho.

A pesar de haber sido producidos en Irlanda del Norte, los DeLorean estaban dirigidos, ante todo, para el mercado estadounidense. Por eso, todos los modelos producidos tenían el puesto de conducción a la izquierda (diseñados para ser conducidos por la parte derecha de la carretera). Algunos de ellos (24 autos) fueron convertidos para conducir desde el asiento derecho por mecánicos especialistas del Reino Unido, pero nunca fueron producidos así por DMC, así que la popularidad de este modelo en el Reino Unido fue muy limitada.
DMC sabía que era necesaria una versión con el volante a la derecha para el mercado británico y para otros países como Irlanda, Australia o Japón, por eso, aproximadamente 30 DeLorean fueron enviados a una empresa llamada Wooler-Hodec (con sede en Andover, Inglaterra) y los 20 mejores coches debían ser convertidos para tener el puesto de conducción en el lado derecho; sin embargo, solo se completaron 13 autos antes de que DMC se declarara en quiebra, lo que posteriormente llevó al cierre de Wooler-Hodec.
Fueron construidos otros tres autos con el volante a la derecha autorizados por la fábrica (conocidos como «coches AXI»). Estos autos fueron registrados y utilizados por la fábrica en Irlanda del Norte, con matrículas AXI 1697, AXI 1698 y AXI 1699 y tienen pequeñas diferencias en comparación con los coches modificados por Wooler-Hodec.
Después de la quiebra de DMC, muchos de los autos que aún estaban en la fábrica fueron vendidos en varias subastas en el Reino Unido, algunos de los cuales fueron convertidos por extrabajadores de Wooler-Hodec e ingenieros de DMCL para ser conducidos por el lado izquierdo, lo que resultó en otras ocho unidades más convertidas después de su fabricación.

## El DeLorean enBack to the Future

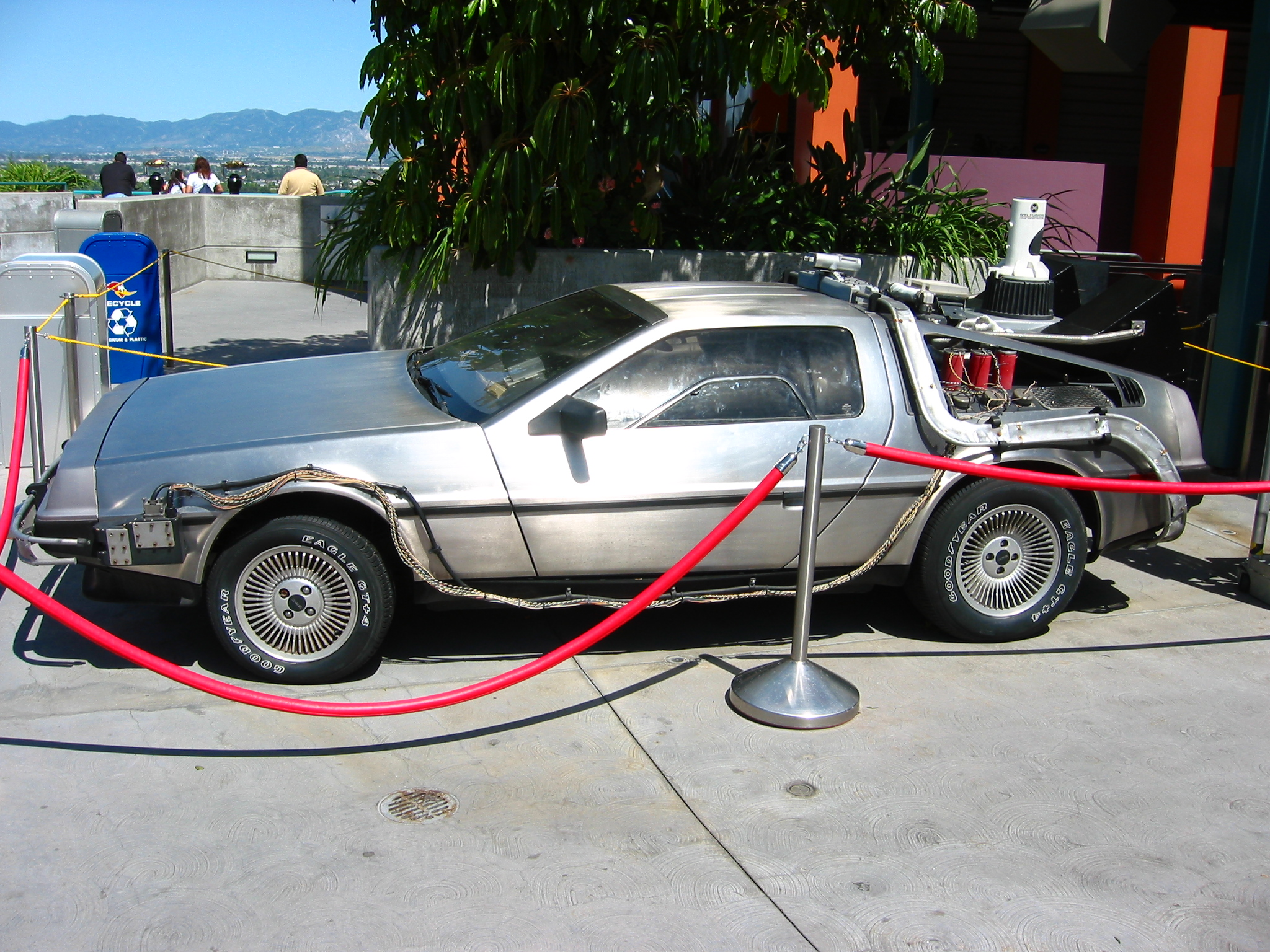
Réplica de uno de los DeLorean utilizados en el rodaje de las dos primeras películas de la trilogía.

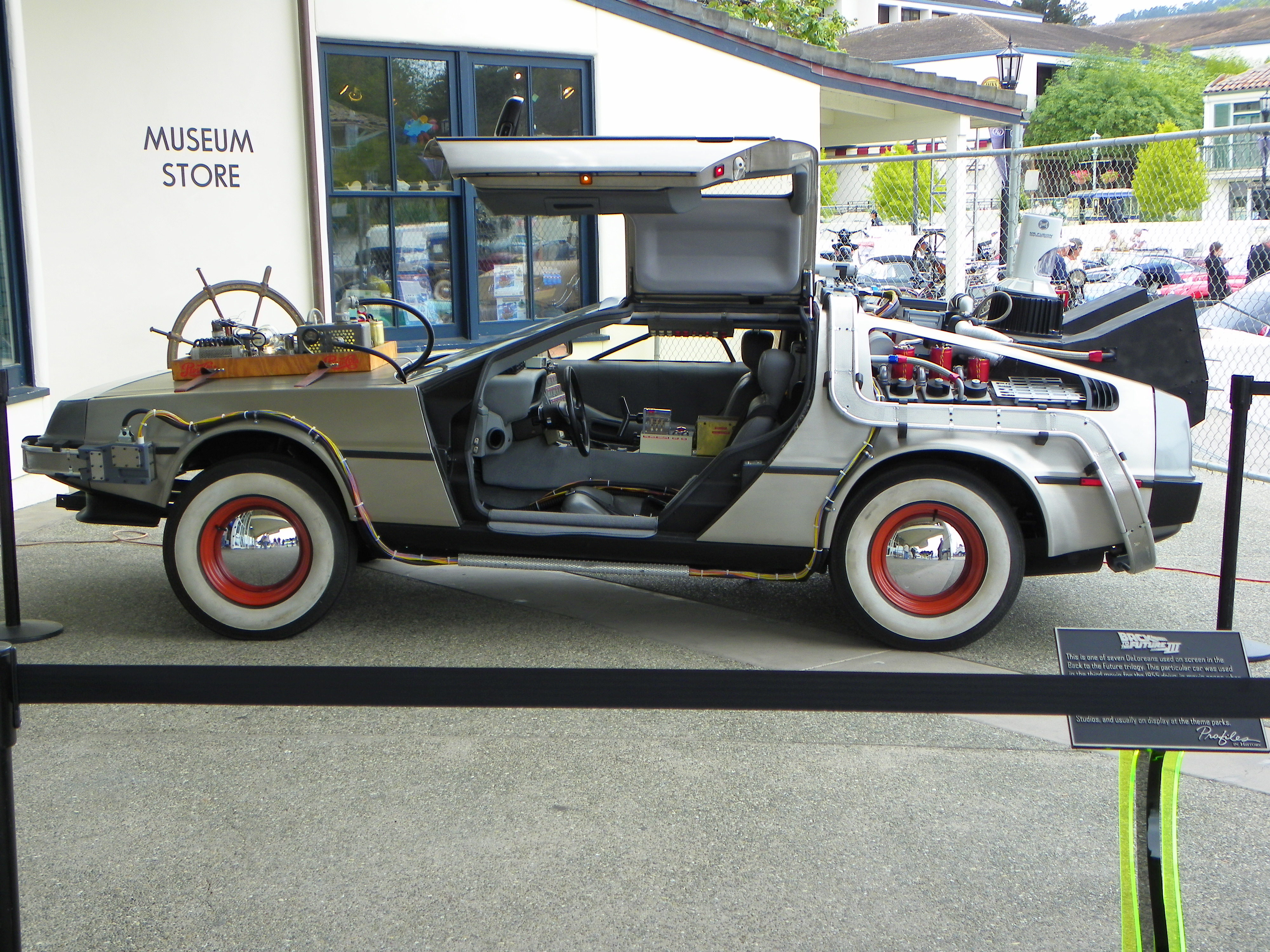
DeLorean original usado en la tercera película.

El DMC DeLorean es muy conocido por su aparición como máquina del tiempo en la trilogía de Back to the Future (Regreso al futuro en España y Volver al futuro en Hispanoamérica), unas películas de ciencia ficción dirigidas por Robert Zemeckis y protagonizadas por Michael J. Fox y Christopher Lloyd. La razón principal de que fuese elegido el DeLorean fue que estaba diseñado de forma idónea para incluir la broma sobre la familia de granjeros que lo confunden con una nave espacial en la primera película. La máquina del tiempo fue diseñada por Ron Cobb, Michael Scheffe y Andrew Probert.
Durante el rodaje de la trilogía se utilizaron seis unidades del DeLorean, además de un modelo de fibra de vidrio a tamaño real para simular el vuelo en el aire y otro a escala para rodar varias tomas. Los autos usados en Back to the Future tenían el motor V6 original (cuyo sonido en la película proviene del motor V8 de un Porsche 928). En Back to the Future Part III fueron usadas dos unidades equipadas con motores Volkswagen y chasis de buggy, y en una tercera unidad fueron colocados explosivos para destruirla en el final de la película, cuando un tren golpea la máquina del tiempo y la destroza.
Solamente tres de los seis automóviles usados en las películas aún existen. Universal Studios posee dos de los coches restantes, los cuales usa de vez en cuando en exposiciones o para otras producciones. El último, usado en Back to the Future Part III, fue restaurado y salió a subasta en noviembre de 2011, siendo vendido por US$ 541.200 en diciembre de ese mismo año.

## Producción de nuevos DeLorean
En el año 1995, el empresario inglés Stephen Wynne fundó una pequeña empresa dedicada a las reparaciones de automóviles DeLorean. En sus inicios, su lugar de trabajo era un pequeño garaje situado en Houston (Texas, Estados Unidos). El negocio fue creciendo y la compañía de Wynne estableció su sede en Humble, Condado de Harris (Texas). Wynne compró la marca registrada en el logotipo estilizado de DMC, junto con el inventario de piezas restantes de la DeLorean Motor Company original.
Tras la aprobación de la Ley de fabricación de vehículos de bajo volumen en diciembre de 2015 (que permitía que las marcas que fabricaran menos de 325 unidades no tuvieran que pasar por los trámites regulatorios que pasan las grandes empresas) DMC Texas anunció que planeaba producir réplicas de autos DeLorean. DMC anticipó la producción de aproximadamente 50 vehículos por año durante seis años con un precio minorista estimado de US $ 100000. No obstante, DMC Texas encontró obstáculos como la reproducción de piezas (ya que no hay más disponibles en el inventario) y encontrar un proveedor de motores. Debido a los retrasos de la NHTSA en ratificar la ley, finalmente se decidió cancelar el plan para construir DeLorean modernizados. Se ha discutido sobre la construcción de una versión mejorada del DeLorean original producido por DMC Texas para conmemorar el 40 aniversario, pero no se han publicado detalles.

## Juguetes

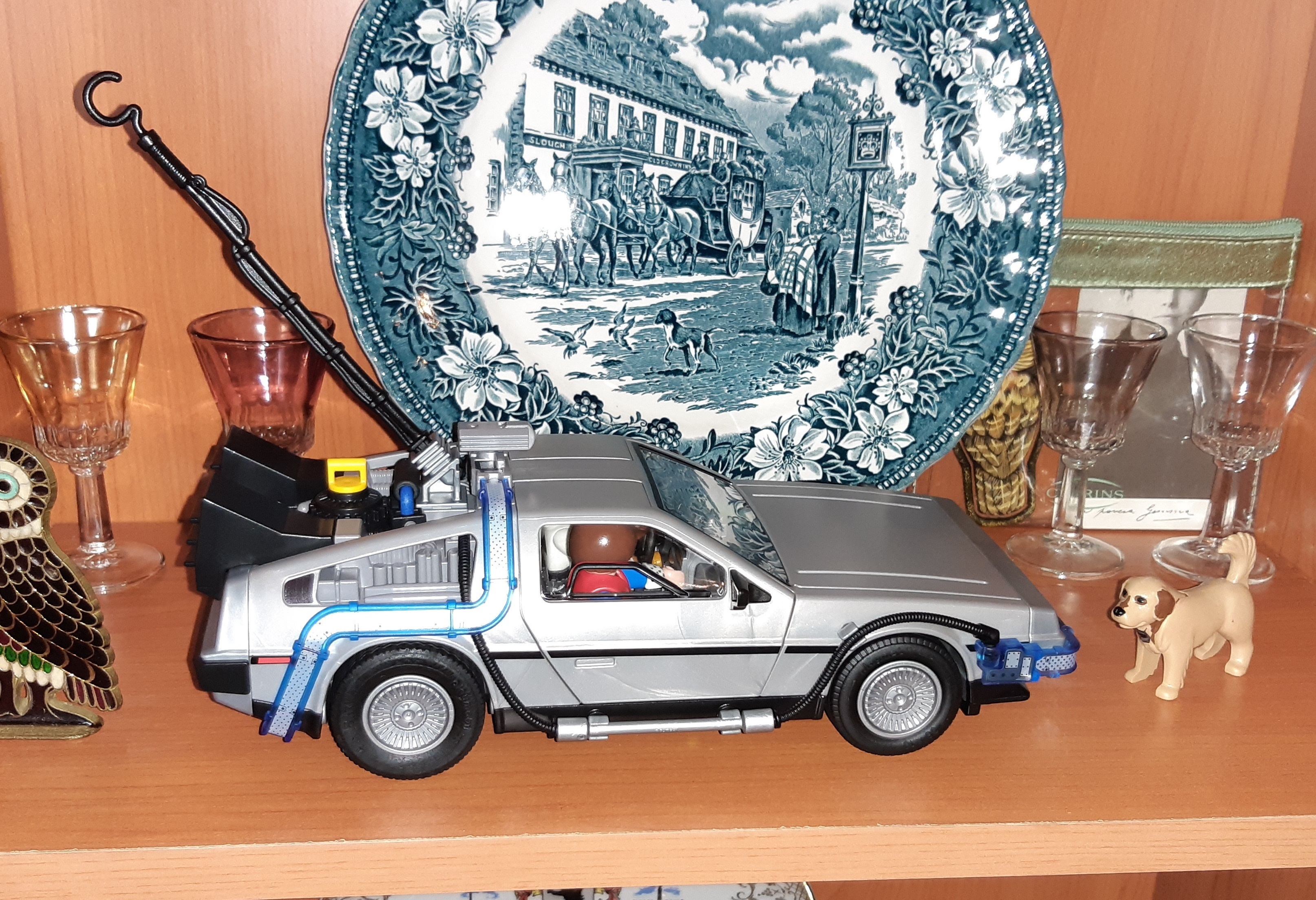
El DeLorean de Playmobil.

Para el 35º aniversario de Back to the Future en 2020, varias marcas, de Playmobil a FunkoPop, lanzaron productos exclusivos inspirados en el DeLorean y los personajes protagonistas de la famosa película dirigida por Robert Zemeckis.
Hot Wheels también lanzó una pequeña versión de coleccionista del DeLorean para el 35.º aniversario, así como un DeLorean Elite para el 30.º aniversario de Back to the Future en 2015.
La marca Kids Logic lanzó un DeLorean magnético de Back to the Future Part II en junio de 2020, que es capaz de levitar.